# 첸제 케밥
첸제 케밥(페르시아어: کباب چنجه 카바베 첸제)는 이란의 쇠고기 또는 양고기 케밥이다. 바르그 케밥과 달리 칼등으로 두드려 펴지 않은 덩어리 고기를 꼬치에 꿰어 굽는다.

## 이름
페르시아어 "카바베 첸제(کباب چنجه)"는 "케밥"을 뜻하는 "카바브(کباب)"에 에자페 "-에(-e)"를 붙인 말인 "카바베(کباب)"와 "꼬챙이"를 뜻하는 "첸제(چنجه)"가 합쳐진 말로, "꼬치 케밥"이라는 뜻이다.

## 같이 보기
- 시시 케밥
- 시크 케밥
- 주제 케밥